# Marcela Levinská
Marcela Levinská Borecká (* 12. dubna 1955 v Praze) je současná česká malířka a výtvarnice, která se dříve zabývala také mozaikářskou tvorbou. Její obrazy s motivy z cest hlavně po Středomoří a severní Africe, ale také zátiší a motivy Prahy, jsou malovány v zářivých barvách, převážně technikou olejomalby, s pastózně nanesenými strukturami, takže mnohdy působí až plasticky.

## Životopis
Vystudovala VŠE v Praze, v roce 1986 ukončila aspiranturu v Ekonomickém ústavu ČSAV. Na svých cestách po severní Africe se seznámila s technikou mozaiky, které se poté začala velmi intenzivně věnovat. Její tvorbu ovlivnily i dojmy z cest po Blízkém východě. Časem se její zájem přesunul k olejomalbě a dnes pracuje také s akrylovými barvami a pastely. V letech 1996-99 studovala kresbu u prof. Oriešky na AVU. V současné době se věnuje malbě profesionálně. Vystavuje pravidelně doma i v zahraničí.

## Tvorba
Ve své tvorbě dodržuje motto: „Ve světě, v životě a stejně tak v umění hledám krásu a cit, a to se snažím vyjádřit i ve své práci. Chci oko diváka potěšit a ne deprimovat.“
Začínala dnes opomíjenou technikou mozaiky se zaměřením především na sakrální a abstraktní motivy dle vlastních návrhů. Jako materiál používala sintrovanou mozaiku, přírodní kámen, oblázky i úlomky keramiky. Mozaiky vytvářela dvěma základními metodami: přímou a nepřímou. Přímou metodou, která spočívá ve vkládání materiálu přímo do vlhkého betonu a nepřímou, při níž se materiál pokládá na zrcadlově převrácený nákres, a poté se celá, pevně orámovaná plocha, zalije betonem.
Dnes se věnuje především malbě obrazů s širokou škálou témat od krajin a zátiší, přes figurální motivy a portréty, až k motivům abstraktním či sakrálním. Trvale však u ní převládá snaha vyjádřit dojmy z cest po Francii, Egyptě, Tunisku, Maroku, Jordánsku, Sýrii, Izraeli a dalších zemích. Také se ráda vrací k motivům rodného města Prahy a Čech.
K procesu své tvorby říká: "Tvůrčí proces je pro mne neustálým hledáním a objevováním, které nepostrádá napětí, riziko i nutnost rozhodování. Neopakovat se – tahle moje snaha je spíše svazující, ale zároveň mě, jak doufám, popostrkuje vpřed. Nutí mne opouštět téma, když mám pocit, že jsem je již vyčerpala a nutí mě hledat nové cesty vyjádření. Volba barev, jejich harmonie jsou pro mne skoro stejně důležité jako námět.  I tady se pohybuji jakoby mezi dvěma protipóly. Přitahují mne jak syté barvy, tak melancholické tlumené tóny. Protiklady mne provázejí i při volbě a zpracování námětů. Stále přecházím od víceméně reálného ztvárnění motivů až k jakési abstrakci. Reálné zpracování neznamená vykreslení každého jednotlivého detailu, ale je pravda, že někdy úmyslně vkládám do obrazu docela přesný detail. V obraze mám ráda tajemství, náznaky, prolínání motivů i barev. Prosvítající podmalba, vrstvení barev, lazury, rytí, vyškrabování, střídání ostrých linií s rozostřenými, písek, reliéfní  struktury – to vše v různých kombinacích dělá z malování velké dobrodružství. Líbí se mi, když na obraze vznikne něco, čemu já říkám náhodný prvek. Může např. vzniknout, když se na sobě vrstvené barvy nanášené špachtlí prolnou a nečekaně vytvoří zajímavou plochu. I když mám určité zkušenosti a leccos lze předem odhadnout,  výsledek mě častokrát překvapí".
Od roku 2007 pravidelně pořádá výstavy Ambit ART v centru Prahy v charismatickém prostředí kláštera františkánů. K účasti zve umělce různých oborů, skláře, sochaře, umělecké kováře, jejichž práce ji zaujala. V minulých letech se výstav zúčastnili renomovaní čeští umělci jako např. Doležal, Exnarová, Fiala, Hastíková, Kašpar, Kouba, Kubínová, Liederhaus, Maršálek, Pouba, Šebesta, Urbánek, Malivánek, Svoboda. Do roku 2019 jich uspořádala celkem sedm, je manažerkou, kurátorkou, účetní, zajišťuje propagaci aj.
V březnu 2009 navštívila poprvé Srí Lanku. Z této cesty vyplynul nápad na aukci pro domov pro sirotky, která pak proběhla v rámci výstavy AMBIT ART 2009. Získané prostředky byly efektivně využity přímo na místě na nákup paland, matrací, prostěradel, sítí, skříní, vybavení kuchyní, bot a školních pomůcek.
Poslední dvě cesty na Srí Lanku vedla již poznávací zájezdy pro China Tours a vrátila se tak jako externí spolupracovnice k profesi, která jí již dříve umožnila poznat zajímavá místa na zemi. Náměty z cest zpracovává doma, i když dva poslední prodloužené pobyty na Srí Lance jí umožnily splnit si vytoužené přání a malovat přímo v plenéru.
Od roku 2015 začala mnohem více používat akrylové barvy a zaměřila svou malbu abstraktním směrem, přesto se znovu a znovu vrací k ztvárnění inspirujících motivů více či méně realistickým cestou a olejovými barvami.

## Výstavy
- výstava obrazů BARVY V ABSTRAKCI, CAFÉ VÍTKOV, Praha, 2020
- výstava obrazů CESTY A TOUHY, Činoherní kavárna, Praha, 2020
- IMPACT HUB, Praha, obrazy, 2014
- Galerie du Colombier, Paříž, obrazy, 2013
- AMBIT ART 2013, Klášter františkánů, Praha, obrazy, 2013
- Dům hudby, Plzeň, výstava obrazů LETEM SVĚTEM, 2013
- Galerie Mokropeská kaplička, obrazy Z DÁLKY A Z BLÍZKA (7. 7. – 18. 8. 2012)
- Ambit ART 2011 v ambitu Kláštera františkánů, Praha (6. 10. – 6. 11. 2011)
- Výstava v Paříži v Galerii Aurora, Paříž (1. 8. – 31. 8. 2011)
- Výstava v Paříži v Galerii Etienne de Causans, Paříž (20. 7. – 30. 7. 2011)
- Výstava v Paříži v Galerii du Colombier, Paříž (11. 4. – 23. 4. 2011)
- Ambit ART 2010 v ambitu Kláštera františkánů, Praha (29. 5. – 27. 6. 2010)
- Ambit ART 2009 v ambitu Kláštera františkánů, Praha (2. 5. – 31. 5. 2009)
- Ambit Kláštera františkánů, Praha (15. 9. – 12. 10. 2008)
- Ambit Kláštera františkánů, Praha (1. 9. – 30. 9. 2007)
- Muzeum Ahmed Shawky, Káhira, Egypt (4. 4. – 16. 4. 2006)

## Trvalé expozice
V současné době je možné zhlédnout tvorbu malířky na následujících místech:
- www.artgallery-levinska.net
- www.pronajem-obrazu.cz
- Praha, Barrington Furniture, Prokopovo nám. 8, Praha 3
- Karlovy Vary, Městská galerie na kolonádě, Stará Louka 26, Karlovy Vary